# Jonathan Aris
Jonathan Aris, né le 24 janvier 1971, est un acteur britannique qui est apparu dans divers films, séries télévisées et pièces de théâtre. Aris a narré trois documentaires télévisés ayant été produits et diffusés par la chaîne de télévision National Geographic Channel. Cela inclut Air Crash Investigation au Royaume-Uni, Trapped (seulement deux épisodes), et Microkillers. Il apparaît également dans la peau de Philip Anderson dans la série télévisée de la BBC Sherlock.

## Filmographie

### Cinéma
| Année | Titre                                    | Rôle                        | Notes    |
| ----- | ---------------------------------------- | --------------------------- | -------- |
| 1995  | Fame: The Musical                        |                             |          |
| 1997  | Le Chacal                                | Alexander Radzinski         |          |
| 1997  | Metroland                                | Dave                        |          |
| 1999  | Topsy-Turvy                              | Wilhelm                     |          |
| 2002  | Ali G                                    | Un journaliste              |          |
| 2002  | Nadia                                    | Inspecteur O'Fetiger        |          |
| 2003  | Eroica                                   | Paul Dorfmueller            | Téléfilm |
| 2004  | Not Only But Always (en)                 | Jonathan Miller             | Téléfilm |
| 2005  | The Government Inspector                 | Bryan Wells                 | Téléfilm |
| 2005  | Riot at the Rite                         | Jean Cocteau                | Téléfilm |
| 2006  | Beau Brummell: This Charming Man         | Marquis de Worcester        | Téléfilm |
| 2007  | Confessions of a Diary Secretary         | Bernard                     | Téléfilm |
| 2007  | Le Casse du siècle                       | Boyle                       |          |
| 2009  | Bright Star                              | Leigh Hunt                  |          |
| 2010  | Les Voyages de Gulliver                  | Un scientifique lilliputien |          |
| 2013  | Le Dernier Pub avant la fin du monde     | Un chef de groupe           |          |
| 2015  | Seul sur Mars                            | Brendan Hatch               |          |
| 2016  | La Couleur de la victoire                | Arthur Lill                 |          |
| 2016  | Morgane                                  | David Chance                |          |
| 2016  | Rogue One: A Star Wars Story             | Sénateur Nower Jebel        |          |
| 2017  | Churchill                                | Mallory                     |          |
| 2017  | La Mort de Staline (The Death of Stalin) | Mezhnikov                   |          |
| 2018  | Black Mirror: Bandersnatch               | Crispin                     |          |
| 2019  | Vivarium                                 | Martin                      |          |
| 2019  | Get Duked! (Boyz in the Wood)            | M. Carlyle                  |          |
| 2024  | Here                                     | Earl Higgins                |          |

### Télévision
| Année     | Titre                                         | Rôle                             | Notes                                                      |
| --------- | --------------------------------------------- | -------------------------------- | ---------------------------------------------------------- |
| 1998      | As Time Goes By                               | Un serveur                       | Épisode An Old Flame                                       |
| 2006      | The Amazing Mrs Pritchard                     | Richard Leavis                   | 6 épisodes                                                 |
| 2006      | Doc Martin (en)                               | Gavin Peters                     | Épisode On the Edge                                        |
| 2008      | Les Enquêtes de l'inspecteur Wallander        | Albinsson                        | Épisode Les Morts de la Saint-Jean                         |
| 2008      | Merlin                                        | Matthew                          | Épisode La Vérité                                          |
| 2010      | Being Human : La Confrérie de l'étrange       | Présentateur du journal télévisé | Épisode Disparitions mystérieuses                          |
| 2010-2016 | Sherlock                                      | Philip Anderson                  | 6 épisodes                                                 |
| 2010      | MI-5                                          | Azis Aibek                       | Épisode L'erreur est humaine                               |
| 2012      | Silk                                          | Dr Liam King                     | Saison 2, épisode 4                                        |
| 2015      | The Game                                      | Alan Montag                      | mini-série                                                 |
| 2015      | Dans l'ombre des Tudors                       | James Bainham                    | 2 épisodes                                                 |
| 2015      | Humans                                        | Robert                           | 5 épisodes                                                 |
| 2016      | The Night Manager : L'Espion aux deux visages | Raymond Galt                     |                                                            |
| 2017      | The End of the F***ing World                  | Clive Koch                       |                                                            |
| 2019      | Good Omens                                    | Ange Quartier-Maître             | Épisode La Solution des temps derniers                     |
| 2020      | Dracula                                       | Capitaine Sokolov                | mini-série en 3 épisodes (apparition dans un seul épisode) |
| 2022      | His Dark Materials : À la croisée des mondes  | Lord Roke                        | 8 épisodes                                                 |
| 2025      | Andor                                         | Sénateur Nower Jebel             | Saison 2, épisode 12 : Jedha, Kyber, Erso                  |

### Théâtre
| Année | Titre                     |
| ----- | ------------------------- |
| 2005  | Mort d'un commis voyageur |

### Jeux vidéo
| Année | Titre                      | Rôle                              |
| ----- | -------------------------- | --------------------------------- |
| 1997  | Croc: Legend of the Gobbos | Croc (voix) / voix additionnelles |
| 1999  | Croc 2                     | Croc (voix)                       |